# Dietrich Seckel
Dietrich Seckel, né le 6 août 1910 à Berlin et mort le 23 février 2007 à Heidelberg, est un historien de l'art allemand spécialisé dans les arts d’Asie orientale. Seckel est considéré comme le fondateur de l'étude des Arts asiatiques dans son pays.

## Biographie
Fils du juriste Emil Seckel, Dietrich Seckel naît et grandit à Berlin. Il y étudie les langues et la littérature allemande ainsi que l’histoire de l’art. Après son doctorat en 1937, il choisit tout d’abord de se spécialiser dans l’étude de la civilisation allemande, qui lui semblait offrir de meilleures perspectives. La même année, il quitte Berlin pour un voyage au Japon. Il y reste de 1937 à 1947 comme enseignant d’allemand puis conférencier en littérature allemande dans des universités japonaises, notamment l’université de Tokyo (alors l’université impériale de Tōkyō). 
Il rentre en Allemagne après un voyage en mer de cinq semaines pour travailler à la Württembergische Landesbibliothek de Stuttgart. Il obtient en 1948 une habilitation en histoire de l’art de l’Asie orientale et rejoint la même année l’université de Heidelberg. À partir de l’été 1949, il y tient des conférences à l’institut d’histoire de l’art. À cette époque, il a acquis une bonne réputation en tant que spécialiste des arts asiatiques, suffisamment pour fonder un département de recherche sur l’Asie orientale, qu’il préside de 1957 à sa retraite en 1976. Depuis 1965 également, il travaille, toujours à l’université de Heidelberg, comme professeur associé puis professeur.
Finalement, son unique séjour au Japon lui permit de comprendre et de s’approprier l’art asiatique, notamment l’art du portrait qui l’intéressait particulièrement. De par ses enseignements et ses publications, il est considéré comme le fondateur de l’étude des arts asiatiques en Allemagne, domaine dans lequel il avait une réputation considérable.

## Principaux ouvrages et publications
- Hölderlins Sprachrhythmus, Weimar, 1937
- Der Ursprung des Torii, Mitteilungen der Deutschen Gesellschaft für Natur- und Völkerkunde Ostasiens, 1942 (avec Otto Karow)
- Buddhistische Kunst Ostasiens, W. Kohlhammer, 1957
- Emaki : L’art classique des rouleaux peints japonais, avec Akihisa Hasé (original : Emaki, Hanser, 1959)
- Japanische Plastik, Bruckmann, 1961
- L’Art du bouddhisme, devenir, migration et transformation (original : Kunst des Buddhismus, Holle, 1964)
- Buddhistische Tempelnamen in Japan, Steiner, 1985
- Das Porträt in Ostasien, C. Winter, 1997-1999
- Before and beyond the image: aniconic symbolism in Buddhist art, Artibus Asiae, 2004

## Sources
- (de) Lothar Ledderose, Dietrich Seckel zum Gedenken (1910-2007), dans Nachrichten der Gesellschaft für Natur und Völkerkunde Ostasiens, vol. 77, no 1, 2007, pp. 7-14.
- (de) Begründer der Ostasiatischen Kunstgeschichte, dans ruprecht, no 73, 10 juillet 2001 [lire en ligne]
- (de) Walter Habel, Wer ist wer?, Lübeck, 1993
- (de) Irmtraud Schaarschmidt-Richter, Vermittler, dans le Frankfurter Allgemeine Zeitung, 14 février 2007
- (de) Lothar Ledderose, Dietrich Seckel zum Gedenken (1910–2007), dans NOAG 181/82 [lire en ligne]